# Kanaren-Silberkraut
Das Kanaren-Silberkraut (Lobularia canariensis) ist eine Pflanzenart aus der Gattung der Silberkräuter (Lobularia) innerhalb der Familie der Kreuzblütler (Brassicaceae). Der spanischsprachige Trivialname lautet Paniqueso.

## Beschreibung

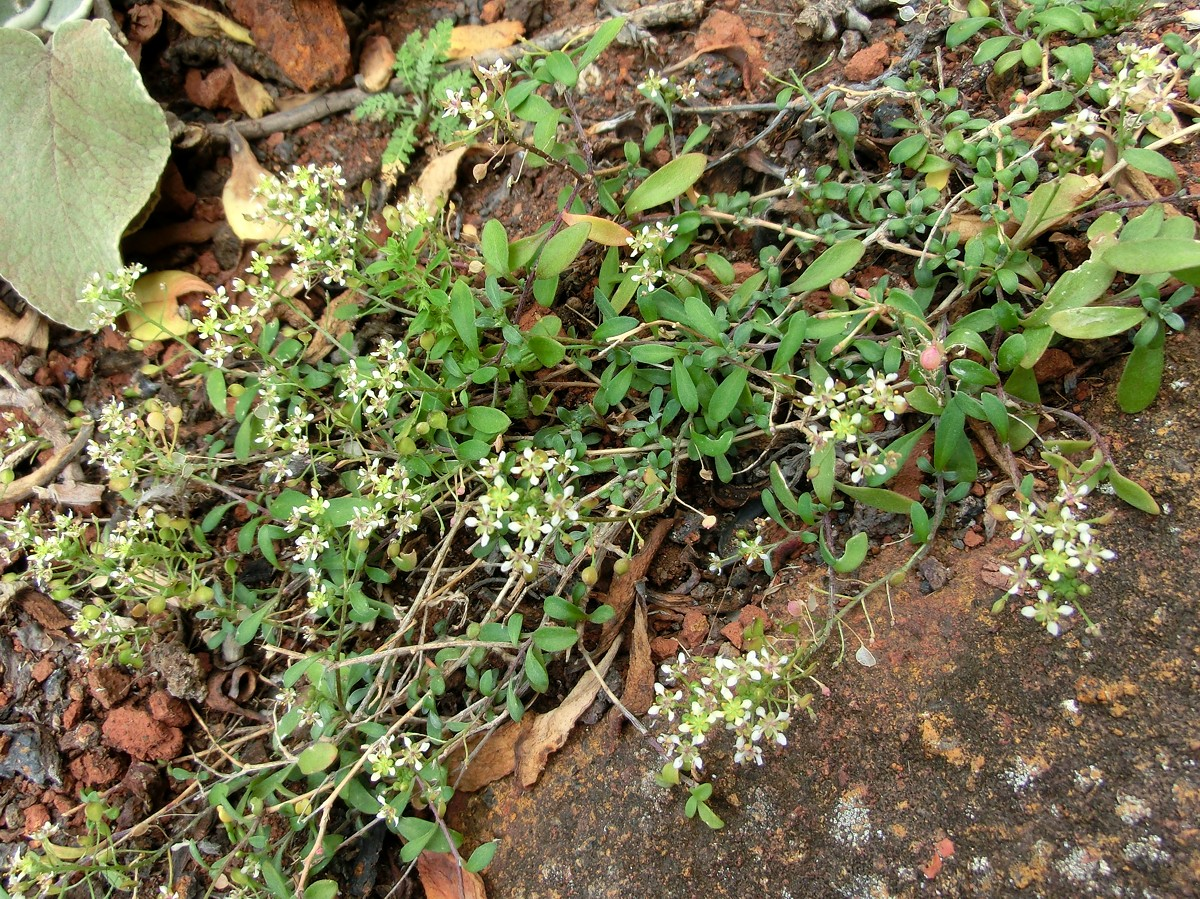
Unterart mit schmalen Kronblättern von Teneriffa

### Vegetative Merkmale
Das Kanaren-Silberkraut ist eine ausdauernde, krautige Pflanze. Der Stängel ist grau-weiß überlaufen, flaumig behaart und an der Basis häufig verholzend.
Die Laubblätter sind linealisch-lanzettlich mit einem ganzrandigen Rand und stumpfer Spitze.

### Generative Merkmale
Der traubige Blütenstand ist vielblütig. Die relativ kleinen, zwittrigen Blüten sind vierzählig. Die Kelchblätter sind grün, manchmal mit einer schwarzen Spitze. Die vier reinweißen Kronblätter sind ganzrandig.
Die relativ kleinen Schötchen sind fast rund oder eiförmig und abgeflacht.

## Standorte
Auf den Kanaren ist sie lokal auf trockenem, steinigem Boden in Höhenlagen bis 1000 Metern sehr häufig. Selten findet sie sich auf bewaldeten Klippen in Höhenlagen bis zu 1250 Metern, vor allem in der Gegend um Aguamansa auf Teneriffa.
Pflanzensoziologisch gehört die Art zur Klasse der Sukkulentengebüsche trockener, flachgründiger Orte (Kleinio neriifolii-euphorbietea canariensis).

## Systematik und Verbreitung
Das Kanaren-Silberkraut wurde 1821 durch Augustin-Pyrame de Candolle in Regni vegetabilis systema naturale Band 2, Seite 319 als Alyssum maritimum var. canariense erstveröffentlicht. Die Neukombination zu Lobularia canariensis (DC.) L.Borgen wurde 1876 durch Liv Borgen in Opera Botanica a Societate Botanica Lundensi, Band 91, Seite 66 veröffentlicht.
Fünf Unterarten sind auf den Kanareninseln verbreitet, eine davon auch im südwestlichen Marokko; je zwei Unterarten sind endemisch für die Kapverdischen Inseln bzw. die Ilhas Selvagens:
- Lobularia canariensis (DC.) L.Borgen subsp. canariensis: Sie kommt auf Gran Canaria und Teneriffa vor.[1]
- Lobularia canariensis subsp. fruticosa (Webb) L.Borgen: Sie kommt auf den Kapverdischen Inseln vor.
- Lobularia canariensis subsp. intermedia (Webb) L.Borgen: Sie kommt auf Teneriffa, La Gomera, El Hierro und La Palma vor.[1]
- Lobularia canariensis subsp. marginata (Webb) L.Borgen: Sie kommt auf Lanzarote und Fuerteventura, auch im südwestlichen Marokko vor.[1]
- Lobularia canariensis subsp. microsperma L.Borgen: Sie kommt auf Gran Canaria und Teneriffa vor.[1]
- Lobularia canariensis subsp. palmensis (DC.) L.Borgen: Sie kommt auf Teneriffa und La Palma vor.[1]
- Lobularia canariensis subsp. rosula-ventii (Svent.) L.Borgen: Dieser Endemit kommt nur auf den Ilhas Selvagens vor.[1]
- Lobularia canariensis subsp. spathulata (J.A.Schmidt) L.Borgen: Sie kommt auf den Kapverdischen Inseln vor.
- Lobularia canariensis subsp. succulenta L.Borgen: Dieser Endemit kommt nur kommt auf den Ilhas Selvagens vor.[1]